# NGC 2220
NGC 2220 est un groupe d'étoiles dispersées autour de SAO 217873, une étoile de magnitude 8 située dans la constellation de la Poupe. 
L'astronome britannique John Herschel  a enregistré la position de ce groupe d'étoiles le 29 décembre 1834.